# Sylvia Groß
Sylvia Groß (* 1953 in Düsseldorf) ist eine deutsche Ärztin und Politikerin der Alternative für Deutschland.

## Leben
Groß war von 1970 bis 1980 aktives Mitglied der Jungen Union. Seit 2013 ist sie Mitglied der AfD. 2014 wurde sie					 Schatzmeisterin des Kreisvorstands der AfD. Groß kandidierte für die Landtagswahl in Rheinland-Pfalz 2016 im Wahlkreis Rhein-Hunsrück. Ihr gelang der Einzug in den Landtag Rheinland-Pfalz über die Landesliste. Groß trat bei der Wahl zum 18. Landtag von Rheinland-Pfalz nicht erneut an.

## Positionen
Groß sieht ihren politischen Schwerpunkt in der Gesundheitspolitik. In einer Pressemitteilung der AfD vom Oktober 2015 warnte Groß vor einer Infektionsgefahr durch Flüchtlinge.